# Zillis-Reischen
Zillis-Reischen (en romanche Ziraun Reschen) es una comuna suiza del cantón de los Grisones, situada en la región de Viamala. Limita al norte con la comuna de Sils im Domleschg, al este con Mutten, Stierva y Salouf, al sur con Andeer, al oeste con Donat y Lohn, y al noroeste con Rongellen.